# 曼徹斯特鎮區 (密歇根州)
曼徹斯特鎮區（英語：Manchester Township）是位於美國密歇根州沃什特瑙縣的一個行政鎮區。

## 地方資料
曼徹斯特鎮區的面積為100.39平方千米，當中陸地面積為98.06平方千米，而水域面積為2.33平方千米。根據2020年美國人口普查的數據，當地共有人口4626人，而人口密度為每平方千米46.08人。